# Dedric Lawson
Dedric Lawson (Memphis, Tennessee, 1 de octubre de 1997) es un baloncestista estadounidense que pertenece a la plantilla de Xinjiang Flying Tigers de la Chinese Basketball Association. Con 2,06 metros de estatura, juega en la posición de ala-pívot. Representa a Líbano a nivel internacional. 

## Trayectoria deportiva

### Universidad
Tras participar en su etapa de high school en el prestigioso McDonald's All-American Game, jugó dos temporadas con los Tigers de la Universidad de Memphis, en las que promedió 17,5 puntos, 9,6 rebotes, 2,9 asistencias, 1,9 tapones y 1,2 robos de balón por partido, En su primera temporada igualó el récord de doble-dobles de la universidad para un freshman, hasta ese momento en posesión en solitario de Keith Lee. Fue elegido Rookie del Año de la American Athletic Conference e incluido en el segundo mejor quinteto de la conferencia. En su segundo año fue incluido en el mejor quinteto de la AACV, tras promediar 19,2 puntos y 9,9 rebotes por partido.
En abril de 2017 aninció que sería transferido a los Jayhawks de la Universidad de Kansas. Durante su única temporada en el equipo lideró la Big 12 Conference tanto en puntos (19,4 por partido) como en rebotes (10,3). Fue elegido debutante del año de la conferencia e incluido en el mejor quinteto de la misma.

#### Estadísticas
| Año     | Equipo  | PJ  | PT  | MPP  | %TC  | %3P  | %TL  | RPP  | APP | ROB | TPP | PPP  |
| ------- | ------- | --- | --- | ---- | ---- | ---- | ---- | ---- | --- | --- | --- | ---- |
| 2015–16 | Memphis | 33  | 32  | 32.2 | .409 | .350 | .709 | 9.3  | 2.5 | 1.2 | 1.7 | 15.8 |
| 2016–17 | Memphis | 32  | 32  | 34.5 | .461 | .270 | .741 | 9.9  | 3.3 | 1.3 | 2.1 | 19.2 |
| 2018–19 | Kansas  | 36  | 36  | 32.6 | .490 | .393 | .815 | 10.3 | 1.7 | 1.3 | 1.1 | 19.4 |
| Total   | Total   | 101 | 100 | 33.1 | .455 | .332 | .757 | 9.9  | 2.5 | 1.2 | 1.6 | 18.2 |

### Profesional
Tras no ser elegido en el draft de la NBA de 2019, jugó las Ligas de Verano de la NBA con los Golden State Warriors, promediando 5,5 puntos y 3,8 rebotes en los seis partidos que disputó. Disputó posteriormente la pretemporada con los San Antonio Spurs, quienes finalmente lo descartaron y lo enviaron a su filial en la G League, los Austin Spurs. En su primera temporada promedió 13,6 puntos y 8,0 rebotes por partido.
En la temporada 2021-22, firma por el Beşiktaş Icrypex de la Basketbol Süper Ligi.

## Selección nacional
Lawson se nacionalizó libanés para jugar con la selección de baloncesto de Líbano en la FIBA Asia Cup de 2025.